# Valhalla Golf Club
De Valhalla Golf Club is een golfclub in de Verenigde Staten. De club werd opgericht in 1986 en bevindt zich in Louisville, Kentucky. De club beschikt over een 18-holes golfbaan en werd ontworpen door de golfbaanarchitect Jack Nicklaus. Hij is sinds 2000 eigendom van de PGA of America.

## Golftoernooien
De golfclub ontving verscheidene golftoernooien: het PGA Championship, het Senior PGA Championship en de Ryder Cup.
Voor het golftoernooi is de lengte van de baan voor de heren is 6895 m met een par van 72. De course rating is 77,6 en de slope rating is 152.. Bij het US PGA kampioenschap van 2014 werd de par 71.
- PGA Championship: 1996, 2000, 2014, 2024
- Senior PGA Championship: 2004 & 2011
- Ryder Cup: 2008